# ラゴン (ウルトラ怪獣)
ラゴンは、特撮テレビドラマ『ウルトラQ』をはじめとする「ウルトラシリーズ」に登場する、架空の怪獣。別名は海底原人（）。

## 『ウルトラQ』に登場するラゴン
『ウルトラQ』第20話「海底原人ラゴン」に登場。
2億年前に地球を支配していた爬虫類から進化した海底原人。深海2万メートル（5千メートル）に棲息する陸海両生物。この個体は雌であり、乳房を持っているのが確認できる。卵生であり、数年に1度の繁殖期になると中心核がゼリー状に包まれた20センチメートルほどの卵を産む。卵は数日間かけ、カエルの卵と同じように中心核が胚発生を通じて肉体が形成され、親と同じ姿をした子供が孵化する。高い知能を持ち、基本的に温厚な性質だが、一撃で人体を砕くほどの凄まじい怪力を持つ。音楽を聴くと闘争心が抑制される。誤って水揚げされた自分の卵を取り返すために岩根島へ上陸し、遭遇した漁師や村人をその怪力で殺害したり家屋を破壊したりするなど暴れ回ったが、孵化した子供を返されて共に海底へ戻っていった。
- スーツアクター：古谷敏[9][3]
- 大伴昌司による原案では探検隊ものであったが、監督の野長瀬三摩地はそれでは映画『大アマゾンの半魚人』と変わらないと考え、映画『フランケンシュタイン』を意識したホラーに日本的な母子のメロドラマを加味したものとなった[3][14]。
- 書籍によっては、子供の名称をラゴンJr.[15]、ラゴンの子供[13]と記述している。
- 本作品でラゴンが音楽好きであることが紹介されており、後述の『ウルトラマン』における設定に生かされることになった。
- デザインは成田亨[3][16]。成田は一般的な半魚人像を描いたものとしている[16]。
- 造型は高山良策、目の電飾は倉方茂雄による[3]。撮影で使用されたスーツは、ウェットスーツにラテックスの鱗を張り付け、スプレットサテンで彩色したもの[17][18]。瞼と口は手の中にある握りによって開閉している[19]。子供の造形物はマリオネットのような構造で製作されている[20]。頭部は『ウルトラマン』の巨大ラゴンに流用された[21]。1994年時点で目と骨組みだけが現存していた[18]。
- 鳴き声はキングコングやバラゴンのそれを加工したものである[3]。
- 『総天然色ウルトラQ』では『ウルトラマン』登場時の色が参考にされたが、両作品に出演した桜井浩子のカラー放送用に塗り直されていたという証言をもとに、より落ち着いた色として着色された[6][4]。プロップも現存していたが劣化が激しく、目の色のみが参考にされた[6][4]。

## 『ウルトラマン』に登場するラゴン
『ウルトラマン』第4話「大爆発五秒前」に登場。関連書籍では巨大ラゴンとも表記される。
太平洋上に墜落した木星開発用原子爆弾の1個が日本海溝の深海5000メートルで爆発し、その放射能を浴びた影響で突然変異を起こして巨大化した雄の個体。左肩に未発見であった安全装置の外れた原爆をぶら下げている。小笠原海域を北上中に原爆捜索中の調査船を沈め、神奈川県三浦半島の葉山マリーナへ上陸して暴れ回る。放射能の影響で精神状態に異常を来しており、かつて大好きだったショパンのピアノ曲にも激しい嫌悪反応を示し、さらに凶暴化する。口から放射する白色光線と放射能の影響によって有した深海の水圧にも耐える強靭な体と凄まじい怪力でウルトラマンを苦しめるが、原爆が体から落ちた後、最後はスペシウム光線を浴びて深海へ飛ばされて沈む。起動した原爆はウルトラマンの手によって運ばれ、地球から遠く離れた宇宙空間で爆発した。
- スーツアクター：泉梅之助[出典 8]
- 着ぐるみは頭部が『Q』の流用で、胴体は高山良策によって新たに製作され[出典 9]、手袋も新調された[36]。撮影後には、第18話に登場するザラブ星人に改造された[出典 10]。
- 冒頭の核爆弾を積んだロケットの映像は、東宝映画『地球防衛軍』におけるマーカライトジャイロの発進シーンからの流用である[25]。
- 映画『ウルトラマンZOFFY ウルトラの戦士VS大怪獣軍団』では、『ウルトラQ』の映像の後にゾフィーが「人類は当初自らの力で怪獣や宇宙人と戦っていたが、その力が強大化して人類が太刀打ちできなくなったため、ウルトラマンを派遣した」と語り、その一例としてラゴンの巨大化が挙げられた。テレビ作品と異なり、『Q』の個体がそのまま巨大化したと語られている[10]。

## 『ウルトラゾーン』に登場するラゴン
『ウルトラゾーン』内の短編ドラマ、第7話、第8話、第12話、第14話、第15話、第16話、第17話、第18話、第19話、第21話、第22話、第23話に登場。
第7話「ラゴン登場！」
海岸でビーチバレー中のサークルに参加しようとする。特にメンバーのタカシを気に入っており、深海に引きずり込んだり人工呼吸しようとしたりするが、逆に怖がられる。
第8話「ラゴンのハッピーパーデイ」
ミカという女性の紹介で彼女の友人であるタカシにラブレターを渡そうとしたり、誕生日のバースデイケーキを渡そうとするも失敗する。しかし、タカシからお詫びにペンダントをもらったときは彼の首を掴みながら喜ぶ。
第12話「ラゴンの恩返し」
ある家族の家に座敷童子のように潜む。食事を拝借したりしていた恩返しに息子の博史の家庭教師をするものの宿題は滅茶苦茶にし、今度は整体師として祖父の昭夫にマッサージをしようとするものの滅多打ちにする。家族から責められるもののレコードを聴いたラゴンは大人しくなり、家族と一緒に踊りだす。
第14話「ラゴン、ダンパに行く」
ダンスパーティー会場に「ラゴちゃん」として登場。着けていたビキニのトップスを引きちぎり、タカシとダンスを踊りたいがためにダンス勝負を挑み、ダンス中にライバルの女性たちの足を踏むが、恋にマナーはないと（字幕で）言い放つ。しかし、そこにディスコティークの女王ケイが現れ、ダンス対決となる。ケイのダンスに押されて負けそうになったラゴは、臭い息を吐いてケイを倒したうえに男部員の1人を殴り倒し、もう1人を失明させる。さらに女性たちを追い払い、タカシに臭い息を吹きかけて気絶させ、連れ去る。
第15話「お笑いに参加」
M1号とケムール人が参加するコントの観客として登場。お笑いには厳しくなかなか笑わないが、M1号とケムール人の激しい突っ込みには笑い転げ、いつの間にか怪獣の本能を呼び起こす。
第16話「ウルトラゾーンファイト」
リンゴを巡ってM1号とケムール人と争いを始める。
第17話「M1号はつらいよ」
M1とケムール人との家族のような同居生活を始めるが、ラゴンちゃんが雄のラゴンさんに恋をする。しかし、雄のラゴンさんは人間のサラリーマンとして生きることを選ぼうとするものの、一転して相思相愛になり恋が実ると、すぐに子供ができる。
第18話「ラゴン一家」
ある売れないアイスキャンディ売りの男が、ラゴン一家にアイスを与えると懐き、一家2人ともアイスキャンディ売りの男の家に棲み込み、奇妙な同居生活を始めるようになる。今まで孤独であった男が、奇妙な生活に愛着を覚えて宝くじも当たったころ、男に結婚を前提に付き合いたいという女性・ケイコが現れる。ラゴン一家はケイコの匂いを嗅ぐと彼女を殴り、怒らせる。男は怒ってラゴン一家に出て行けと言うが、実はケイコは男の宝くじを狙っていた結婚詐欺師であることを自白し、宝くじを投げつけて男のもとから立ち去る。後に男はラゴン一家を追い出したことを後悔するが、かつて出会った土手で再会し、共にアイスキャンディを売り始める。
第19話「ラゴンのお弁当」
子供のラゴンくんが野球友達の大輔の母に弁当をおごってもらい、彼との練習試合を頼まれる。ラゴンくんとの練習試合中、ママのラゴンちゃん（雌）とパパのラゴン（雄）は心配で邪魔をするが、自分だけで立ち向かいたいと頼む。2人が心配しながら見ている中、ラゴンくんはランニングホームランを達成する。
第19話「さすらいのM1号 情熱編」
子供のラゴンくんがM1号と出逢い、人攫いから助けてくれたM1号を親分と呼ぶようになる。第21話でもラゴンくんはM1号の店を手伝うが、母のラゴンに怒られて帰る。
第22話・第23話「名探偵M1号」
事件現場の村にいた謎の2人のラゴン婆さんとして登場。名探偵のM1号に惚れるが、実は事件の犯人であった。最後はM1号にノックアウトされる。雌と雄のスーツを使用。
第22話「70年代ドラマが好き！」
ラゴンが1970年代のレコードを聴いていると、ケムール人によるドラマが再現される。
- しきりに「シャー」という声を出すが、普通に日本語をしゃべることもある。
- スーツは新造型で[40]、第17話より新たに雄タイプと子供タイプの2体が新造された。
- アイキャッチにも登場し、第5話では捨てられた段ボール箱の中に人形サイズとして[41]、第17話ではミス岩根島のコンテストに優勝して感涙する姿が描かれている[42]。

## 『ウルトラマンギンガ』に登場するラゴン（SD）
『ウルトラマンギンガ』第4話「アイドルはラゴン」に登場。
グラビア撮影のモデルとなった美鈴に嫉妬した千草がバルキー星人（SD）の手によってダークライブする。等身大で現れる、音楽を聴くとおとなしくなるといった、『ウルトラQ』の登場個体と同じ性質を持つ。
撮影中の美鈴たちに襲いかかり、降星小学校の屋上でヒカルにタックルされて巨大化すると、ヒカルがウルトライブしたキングパンドン（SD）と対決する。口からの白色光線で攻撃するも、正体に気付いたヒカルたちに説得された後、ウルトラマンギンガのギンガコンフォートによってスパークドールズに戻る。
- 演（千草）：雲母
- スーツアクター：福島龍成
- 着ぐるみは『ウルトラゾーン』の流用だが、顔を改造している[46]。
- 過去作品での設定を踏まえると等身大でも登場できることから、脚本の荒木憲一に選出された。台本ではギンガが巨大化したラゴンと戦うという展開だったが、相手が千草ではヒカルは戦えないであろうという監督の原口智生の意向により、一方的に襲いかかるラゴンをギンガがいなすという展開に変更された。一方、千草=ラゴンという印象を強めすぎないようにとの配慮から、ダークライブ中の千草のセリフは削除されている[47]。
- 本放送時の健太にタックルされるシーンでは、スーツアクターを担当した福島の顔が映り込んでいたため配信版ではそれが判明した後、該当シーンを修正して再配信が行われた。
- 本編終了後のコーナー「スパークドールズ劇場」では第4回から登場。性別は女性で、上品な性格である。初登場時はコーナー終了間際に登場し、恥じらいながら話すというユニークなシーンもあった。怪獣や人間に「さん」付けすることが多い。声の担当は田中晶子。『新ウルトラマン列伝』第37話の終盤では、巨大化してカオスロイドUを倒すという妄想を行った。
- 『新ウルトラマン列伝』第8話でのバルキー星人（SD）の解説によると、水中戦を想定して送り込まれたが、その機会には恵まれなかったとのことである。

## 『ウルトラマンオーブ』に登場するラゴン
『ウルトラマンオーブ』第8話「都会の半魚人」、第24話「逆襲の超大魔王獣」に登場。
第8話では、餌を求めて上陸してとある鮮魚店の店主に匿われながら暮らしていた母子のうち、子供の個体（ラゴンJr.）は店主から玩具の船などをプレゼントされて喜んでいたが、近海の魚が獲れなくなったために衰弱する。心配した母の個体が店主に無断で魚を捕りに行くために外出したところ、市民たちに存在が発覚してビートル隊に通報され、騒動となる。その後は海産物倉庫に隠れ、子供がSSPの活躍で元気になったものの、上陸してきたグビラに餌として認識される。一時は子供がグビラに丸呑みにされるが、ウルトラマンオーブの活躍で救出される。最後は母子とも、ガイやSSPの面々と店主に見送られ、海へ帰っていく。
なお、ジェッタは騒動以降の一部始終の撮影に成功していたが、人間に危害を加えないうえに仲睦まじい母子の姿に心を打たれ、予定していたインターネットへの公開を思いとどまる。
第24話では、母子共々グビラの背に乗って日本近海から去っていく様子が、SSPによってインターネットで報道されている。
- スーツアクター：石川真之介（母）、丸田聡美（子）[51]
- 第8話の内容は、脚本を担当した小林弘利が本作品以前より構想していた「都会の人魚」というストーリーが元になっており、これをウルトラシリーズに合わせる形で人魚をラゴンに置き換えている[52]。小林は執筆時にスーツの都合は考慮せず初代のイメージで親子のプロットを執筆したが、子供のスーツも残存していたため、そのまま制作される運びとなった[52]。
- ラストの海へ帰るシーンは、撮影初日ゆえにスーツを水に入れることはできず、足のみ水に入る形となった[53]。
- ナオミがオーブニカのメロディを知っているという設定は、本話でラゴンに歌を聞かせるという展開とするために追加された[52]。

## 『ウルトラマンデッカー』に登場するラゴン
『ウルトラマンデッカー』第20話「らごんさま」に登場。
70年前に少女だったナギら当時の人々からは「らごんさま」と敬われており、全身に掴みどころを無くす粘液をまとっている。大型のラゴンは、口から地面を水しぶきと化して埋没させる白色光線を放つ。小ラゴンは70年前から目撃されており、海女の岩戸からの通り道に当たる一軒家で暮らすナギのもとへ現れて桜貝を授けている。

## その他
- ラゴンの名の由来は、映画『大アマゾンの半魚人』の原題の「The Creature from the Black Lagoon」（黒い入り江の怪物）のLagoon（ラグーン=入り江）からであるという説が、『怪獣もの知り大百科』（勁文社、1984年）P131の「半魚人ギルマン」の項に掲載されている。
- 1966年6月2日にTBSにて放送されたドキュメンタリー番組『現代の主役 ウルトラQのおやじ』では、インタビュアーとして登場。M1号と共に円谷英二へのインタビューを行った。
- 映画『大怪獣バトル ウルトラ銀河伝説 THE MOVIE』では、百体怪獣ベリュドラの胴体を構成する怪獣の1体となっている。
- 吉岡平の短編小説作品『シャルロット・ホームズの冒険 踊る人魚』（『シャルロット・リーグ3 ワルプルギスの森で』〈ファミ通文庫、2006年3月30日、ISBN 978-4-7577-2718-2〉[55]に収録）では、「イクシオピテクス･ツブラヤエ」という学名が与えられている。
- YouTubeの短編作品『ウルトラギャラクシーファイト ニュージェネレーションヒーローズ』第3話では、惑星リクエターに生息する子供の個体がペギラによって危うく凍らされそうになるが、駆けつけたウルトラマンリブットによって救われる。

### 漫画作品
『ウルトラマン THE FIRST』
伊和水力発電所近郊の井戸に通じる地下洞窟内でネロンガと戦う。新型爆弾「ジュピター41」が身体に絡まっており、攻撃すれば爆発しかねないため、科学特捜隊も戦闘を止めるなどの対処ができず、ネロンガの電撃の前に敗れ去る。
『ウルトラマンSTORY 0』
第5話「失われた光」にラゴンをモデルとした水棲人間が登場する。第32話「エース秘技炸裂!!」でも、イカルス星人が操る怪獣の中にラゴンが紛れている。
『ウルトラ忍法帖』
悪の組織「朧党」の忍獣「羅諢」として登場する。機械化されたマンたちを直す特効薬を作るために鰭（ひれ）を全部抜かれ、周りから笑われたらしく、後日にはウル忍に復讐をしかける。
『酩酊!怪獣酒場』
魚屋の店主として登場する。「原爆で巨大化し、ナントカ光線で倒された」とのことから『ウルトラマン』に登場した個体であることが示唆されている。息子のラゴンJr.も登場する。
『ウルトラマン アロング・ケイム・ア・スパイダーマン』
作中世界に多く生息しているが、本来のおとなしさを理解していない一部の人類には嫌悪されており、絶滅させられることを懸念した科学特捜隊は保護する方針との板挟みに遭っている。メフィラス星人が怪獣墓場から蘇らせた個体がドクター・ドゥームによる巨大化・凶暴化を経て日本へ差し向けられ、一旦はスパイダーマンのウェブや科学特捜隊の拘束具で海中に拘束されるが、ドクター・ドゥームによるさらなる凶暴化を経て同胞たちをも殺害するまでに豹変させられた結果、初代ウルトラマンにスペシウム光線で撃破される。